# Ernst Gottfried Baldinger
Ernst Gottfried Baldinger (Erfurt, 13 maggio 1738 – Marburgo, 21 gennaio 1804) è stato un entomologo e botanico tedesco.

## Biografia
Studiò medicina a Erfurt, Halle e Jena, guadagnando il proprio dottorato nel 1760 sotto la guida di Ernst Anton Nicolai e nel 1761 fu affidato alla sovrintendenza degli ospedali militari vicini a Torgau.
Pubblicò un trattato nel 1765, intitolato De Militum Morbis, che ebbe un notevole successo. Nel 1768 divenne professore di medicina a Jena, che tuttavia lasciò nel 1773 per andarsene a Gottinga, e nel 1785 si trasferì a Marburgo dove morì di apoplessia il 21 gennaio 1804.
Tra i suoi allievi vi erano Johann Friedrich Blumenbach, Samuel Thomas von Sömmerring, Albrecht Thaer e Johann Christian Wiegleb. Scrisse circa 84 trattati distinti, oltre a numerose collezioni e riviste.
È autore di alcuni specie di piante.

## Opere
- 1769-1778 Pallas, P. S., Erxleben, J. C. P., Baldinger, E. G. [titolo completo] Peter Simon Pallas Naturgeschichte merkwuerdiger Thiere, in welcher vornehmlich neue und unbekannte Thierarten durch Kupferstiche, Beschreibungen und Erklaerungen erlaeutert werden. Durch den Verfasser verteutscht. I. Band 1 bis 10te Sammlung mit Kupfern. Berlin und Stralsund, G. A. Lange (Samml. 1-10), 48 Taf.
- 1783-1785 Historia mercurii et mercurialium medica (Volume 1/2) Digital edition della University and State Library Düsseldorf